# Financiera Rural
Financiera Nacional de Desarrollo Agropecuario, Rural, Forestal y Pesquero (FND, por sus siglas) fue una institución de banca de desarrollo rural del Gobierno Federal sectorizado en la Secretaría de Hacienda y Crédito Público (SHCP). 
Surgió en 2003 decretado por el presidente Vicente Fox Quesada con el objetivo de crear un sistema financiero rural eficiente que reemplazara al Banco Nacional de Crédito Rural (Banrural) el cual se encontraba en una situación de insolvencia que motivó su disolución y liquidación como banco de desarrollo.

## Objetivos
Financiera Rural busca consolidar un sistema de financiamiento y canalización de recursos financieros, capacitación, asistencia y asesoría en relación con el sector rural; por otra parte busca crear condiciones mejores en el nivel de vida del sector rural mediante el apoyo con financiamiento. 

## Antecedentes
El inicio de la Financiera Rural data de 1926 cuando se creó el Banco Nacional de Crédito Agrícola, S. A., y nueve bancos regionales. Esta es una de las primeras instituciones en México destinadas al impulso del crédito rural, encargándose de canalizarlo a sociedades cooperativas agrícolas y, posteriormente, a productores individuales.
Para 1935 se creó el Banco Nacional de Crédito Ejidal S. A. de C. V., el cual buscaba cubrir a los productores de bajos recursos otorgando préstamos individuales y directamente de las Sociedades Locales de Crédito Ejidal. Sin embargo, para 1965, con el fin de hacer esfuerzos para el desarrollo del crédito rural se creó el Banco Nacional Agropecuario, S. A. de C. V.
Tras la creación de tres distintos bancos rurales: Agrícola, Ejidal y Agropecuario, se buscó en 1975 la creación del Banco Nacional de Crédito Rural (Banrural) integrado por un banco central y otros doce bancos regionales. Dicha institución cumplió la misión de financiar la productividad primaria agropecuaria y forestal. 

## Historia
En 2002 un desequilibrio financiero que ocasionó la liquidación de las sociedades nacionales de crédito, para el 26 de diciembre del mismo año se publicó la Ley Orgánica de Financiera Rural, previamente aprobada por el Congreso de la Unión, la cual crea y rige esta institución como un Organismo de la Administración Pública Federal. Para el año 2003 se constituye Financiera Rural y da inicio a sus operaciones.
En septiembre de 2013, como parte de un paquete de reformas al sistema financiero mexicano, su denominación oficial cambia de Financiera Rural a Financiera Nacional de Desarrollo Agropecuario, Rural, Forestal y Pesquero.
El 29 de mayo de 2023 el presidente Andrés Manuel López Obrador decretó su desaparición y la liquidación de sus activos.

## Directores generales
| Número | Director general              | Periodo                                         | Presidente                  |
| ------ | ----------------------------- | ----------------------------------------------- | --------------------------- |
| 1      | José Antonio Meade Kuribreña  | 1 de julio de 2003 - 30 de noviembre de 2006    | Vicente Fox                 |
| 2      | Enrique de la Madrid Cordero  | 5 de diciembre de 2006 - 31 de julio de 2010    | Felipe Calderón             |
| 3      | Gustavo Adolfo Merino Juárez  | 1 de agosto de 2010 - 30 de noviembre de 2012   | Felipe Calderón             |
| 4      | Carlos Alberto Treviño Medina | 6 de diciembre de 2012 - 31 de enero de 2014    | Enrique Peña Nieto          |
| 5      | Juan Carlos Cortés García     | 1 de abril de 2014 - 1 de febrero de 2017       | Enrique Peña Nieto          |
| 6      | Mario Zamora Gastelum         | 1 de febrero de 2017 - 11 de febrero de 2018    | Enrique Peña Nieto          |
| 7      | Enrique Martínez y Morales    | 11 de febrero de 2018 - 30 de noviembre de 2018 | Enrique Peña Nieto          |
| 8      | Javier Delgado Mendoza        | 5 de diciembre de 2018 - 30 de junio de 2020    | Andrés Manuel López Obrador |
| 9      | Baldemar Hernández Márquez    | 1 de julio de 2020 - 29 de mayo de 2023         | Andrés Manuel López Obrador |